# Ein Palast für Putin
Ein Palast für Putin (russisch Дворец для Путина. История самой большой взятки Dworez dlja Putina. Istorija samoi bolschoi wsjatki, deutsch „Ein Palast für Putin. Die Geschichte der größten Bestechung“) ist ein investigativer Dokumentarfilm von Alexei Nawalny über den russischen Präsidenten Wladimir Putin und dessen angebliche Besitztümer am Schwarzen Meer; darunter die Residenz am Kap Idokopas („die teuerste Residenz der Welt“), deren Grundstück etwa 39-mal so groß ist wie das Fürstentum Monaco und einem Staat im Staate ähnele. Mit einem Gesamtinvestitionsvolumen in Höhe von 100 Milliarden Rubel, etwa 1,1 Milliarden Euro, bezahlt aus der Staatskasse, soll es „der größte Raub in der Geschichte Russlands“ sein.
Der Film wurde am 19. Januar 2021 – einen Tag nach der Verhaftung Nawalnys nach seiner Rückkehr nach Russland (siehe: Giftanschlag auf Alexei Nawalny) – auf YouTube veröffentlicht und bereits nach einer halben Stunde eine halbe Million Mal aufgerufen, zwei Tage später über 20 Millionen Mal und mit Stand Februar 2024 knapp 130 Millionen Mal.
Der Film wurde international medial rezipiert und gilt als einer der Auslöser für die Proteste in Russland 2021. Putin dementierte, die Residenz zu besitzen.

## Inhalt des Films
Der Film ist in siebenundzwanzig Kapitel untergliedert, deren jeweiliger Titel am Anfang nach der Kapitelanzahl angegeben ist (Kapiteltitel teils in Majuskeln nach Schreibweise im Film); die darauffolgende Angabe in eckigen Klammern ist die Länge dieses Kapitels; Worte oder Sätze in Anführungszeichen sind wörtliche Zitate im Film von Nawalny; kursiv gesetzte Worte oder Sätze in sind Eigennamen oder den dahinterstehenden Einzelnachweisen entnommen.
1. Kapitel: Beginn [27 Sekunden]. Es wird erzählt, dass Wladimir Putin im August 2020 angeordnet habe, Nawalny zu vergiften, dass dieser das Attentat überlebt habe und bei der Rückkehr nach Russland sofort am Flughafen verhaftet und widerrechtlich ins Gefängnis „Matrosenruhe“ gesteckt worden sei.
2. Kapitel: Nawalny in Dresden [4 Minuten und 33 Sekunden] Nawalny erzählt auf einer Bank in Dresden sitzend, dass ihm die Idee zu diesem Dokumentarfilm kam, als er auf der Intensivstation lag, sich aber alle Beteiligten einig waren, den Film erst zu veröffentlichen, wenn er wieder zu Hause in Russland sei. Man wolle nicht, dass die Hauptfigur dieses Films denke, man habe Angst vor ihm. „Dieser Film sei nicht nur eine Recherche, sondern, in gewissem Sinne, ein psychologisches Porträt, denn ich möchte wirklich verstehen, wie ein gewöhnlicher sowjetischer Offizier sich in einen Irren verwandeln konnte, der besessen ist nach Geld und Luxus und buchstäblich bereit ist, um seiner Goldkiste willen, zu töten und das Land zu zerstören.“ In diesem Film wolle man zeigen, wie und mit wessen Geld Putins Luxus finanziert wird, wie über die letzten Jahre das größte Bestechungsgeld gezahlt und der teuerste Palast[A 12] der Welt gebaut wurde.
3. Kapitel: KGB-Bälle, Tänze und erste Freunde [3 Minuten und 6 Sekunden] Erzählt wird Putins Zeit als „gewöhnlicher“ KGB-Offizier ab 1985 in Dresden und wie Putin, im Beisein seiner damaligen Frau Ljudmila Alexandrowna Putina, am 21. November 1987 mit einem Glas sowjetischen Kognaks[5] auf dem Ball der Waffenbrüderschaft anläßlich  des 70. Jahrestages der Großen Sozialistischen Oktoberrevolution[6] mit der Ehrennadel der Gesellschaft für Deutsch-Sowjetische Freundschaft ausgezeichnet wurde. In Dresden wurde Putin nicht reich oder machte eine große Karriere, jedoch traf er Menschen, die später seine größten Geldgeber wurden, wie zum Beispiel Sergei Wiktorowitsch Tschemesow, der heutige CEO von Rostec, der heute, 30 Jahre nach Dresden, ein milliardenschwerer Regierungsbeamter ist, oder Nikolai Petrowitsch Tokarew, der heute Präsident von Transneft ist. Laut Unterlagen im Stasi-Archiv in Dresden saßen beide im selben Büro, obwohl Tokarew, im Gegensatz zu Tschemesow, bis heute leugnet, KGB-Mitglied gewesen zu sein.
4. Kapitel: PETERSBURG [1 Minute und 39 Sekunden] Erzählt wird Putins Rückkehr und dass sein ehemaliger Kommilitone und Freund Nikolai Jegorow ihm vorschlug, im Büro des Bürgermeisters Anatoli Alexandrowitsch Sobtschak, „einem radikalen Kritiker der UdSSR“ zu arbeiten. Jegorow ist, neben den beiden anderen Kommilitonen und Freunden Ilgam Ragimow und Wiktor Chmarin, eine in der Öffentlichkeit wenig bekannte, aber sehr eng mit dem Diktator verbundene Person aus dem Umfeld Putins.
5. Kapitel: Der junge Putin, Bandit Leningrad und die ersten großen Bestechungsgelder [3 Minuten 56 Sekunden] Erzählt wird, wie Putin, zuständig für die Vergabe von Exportlizenzen an Unternehmen für den Tausch von Öl, Holz, Aluminium, Kupfer, Baumwolle o. Ä. für Nahrung, diese Lizenzen jedoch an Scheinfirmen vergab, die mit ihm und seinen Freunden in Verbindung standen und das Geld veruntreuten, sprich: die Nahrung nie lieferten. Die Häfen der Stadt, deren Generaldirektor Alexander Walerjewitsch Djukow war, der Putin für dessen Hilfe und Unterstützung dankte, waren Hauptumschlagplatz für diesen Tauschhandel; das Öl wurde von Gennadi Nikolajewitsch Timtschenko geliefert, einem engen Freund Putins, dessen äußerst lukrative Geschäfte im Ölhandel hier ihren Anfang nahmen. Als Putin Staatspräsident war, wurde der Auslandshandel mit Öl von 4 der 5 größten Ölfirmen Russlands über die in der Schweiz ansässige Firma von Timtschenko namens Gunvor abgewickelt, wodurch Timtschenko sehr reich wurde. Putin soll laut US Treasury Anteile an Gunvor besitzen; vermutlich indirekt über seinen Freund aus Kindheitstagen, Pjotr Wiktorowitsch Kolbin, der die Aktien für Putin halten soll.
6. Kapitel: Wie Ljosha Miller Umschläge mit Geld akzeptierte [3 Minuten und 18 Sekunden] Laut Maxim Robertowitsch Freidson, einem damaligen Beteiligten, ging man, wollte man ein Geschäft offiziell machen, in Putins Büro, hörte sich eine „zeremonielle Rede über die Wichtigkeit der ökonomischen Partnerschaft“ an, und nachdem Putin damit fertig war, schrieb er die Summe der benötigten Bestechung, zum Beispiel 10 bis 20 tausend Dollar zusätzlich zum eigentlichen Betrag, auf einem Zettel, der dann an seinen Assistenten Alexei Borissowitsch Miller weitergeleitet wurde; heute ist Miller Vorstandsvorsitzender von Gazprom. Weiter wird Juri Walentinowitsch Kowaltschuk genannt, heute Hauptaktionär und Vorsitzender der aus Sankt Petersburg stammenden Bank Rossija, zu dessen Aufstieg Putin beitrug und der heute sein persönliches Vermögen verwaltet und auch das seiner „Gang“, die damals das Geld unter sich aufteilte: Neben Alexei Borissowitsch Miller (heute Gasprom) selbst waren das Dmitri Anatoljewitsch Medwedew (war Ministerpräsident und Präsident), Wiktor Alexejewitsch Subkow (war Ministerpräsident, heute Gasprom), Igor Iwanowitsch Setschin (war stellvertretender Ministerpräsident, heute Vorstandsvorsitzender von Rosneft), Wladimir Jewgenjewitsch Tschurow (Vorsitzender der Zentralen Wahlkommission), Jentalzewa Marina Walentinowna (Leiterin für das Diplomatische Protokoll) und Herman Oskarowitsch Gref (Vorstandsvorsitzender der Sberbank), Alexei Leonidowitsch Kudrin (Leiter der Rechenkammer der Sberbank), Dmitri Nikolajewitsch Kosak (ehemals Vize-Minister der Regierung, heute in der Präsidialverwaltung), Witali Leontjewitsch Mutko (ehemals Vizebürgermeister Sankt Petersburg und Sportminister). Nawalny: „Seit mehr als 30 Jahren sind sie Beamte und an der Macht und sie erzählen uns gerne, wie sie gegen die verdammten 90er sind. Sie sind die Personifikation von all dem Schlimmen, das in den 90er Jahren passiert ist.“
7. Kapitel: MOSKAU [2 Minuten und 25 Sekunden] Bereits im Jahr 1996, also während der Zeit im Bürgermeisterbüro, hätte Putin aufgrund von Skandalen, parlamentarischen Untersuchungen und Berichten über Korruption verhaftet werden müssen. Pawel Pawlowitsch Borodin, ehemaliger Immobilienverwalter von Boris Jelzin, und Anatoli Borissowitsch Tschubais holten Putin in den Kreml und machten ihn zum Leiter der Kreml-Liegenschaftsverwaltung und später zum Leiter der Aufsichtsbehörde unter Jelzin.
8. Kapitel: Briefe von Ljudmila Putina [2 Minuten und 55 Sekunden] Nawalny erzählt, dass von Putins Privatleben zu der Anfangszeit in Moskau wenig bekannt sei, doch Briefe zwischen Ljudmila Putina und ihrer Brieffreundin Irene Pietsch aus Hamburg zwischen 1996 und 1999 erzählen davon, worüber Pietsch später ein Buch[7] veröffentlichte. Erwähnt wird auch Matthias Warnig, Banker und ehemaliges Stasi-Mitglied, der zusammen mit Putin in der DDR arbeitete, später nach Sankt Petersburg zog und Leiter der dortigen Filiale der Dresdner Bank wurde und für die Reisekosten Ljudmilas und Hotelbuchungen für die Familie Putin im Ausland aufkam; heute ist Warnig bei der Nord Stream AG sowie Aufsichtsratsmitglied bei Rosneft, Transneft, Bank Rossija, Rusal, VTB und Swiss Gazprom. Er ist auch Aufsichtsratsmitglied von Schalke 04 (bis Februar 2022).
9. Kapitel: Wie Wladimir Wladimirowitsch und Igor Iwanowisch sich stritten [2 Minuten und 21 Sekunden] Hier wird erzählt, wie sich Putin und Setschin über die Größe der für die beiden gestellten Wohnungen in Moskau stritten: Setschins war 317, Putins 276 m² groß. Weiter wird erzählt, dass Putin, anders als in der offiziellen Biografie beschrieben, nicht am Baltischen Meer gewesen war, bevor er neben Sergei Wladilenowitsch Kirijenko sitzend braungebrannt zum Leiter des FSB ernannt wurde, sondern sechs Wochen Urlaub in Cannes verbracht hatte.
10. Kapitel: Putin rettet die Familie Jelzin [1 Minute und 10 Sekunden] Als neuernannter FSB-Leiter begann Putin dann genau das zu tun, wofür er eingestellt wurde: den korrupten Beamten zu helfen, nicht belangt zu werden. Als der Generalstaatsanwalt Juri Iljitsch Skuratow die Familie Jelzin wegen des Verdachts auf Diebstahl und der Bestechung anklagen wollte, strahlte der FSB auf dem staatlichen Kanal RTR Planeta ein Video aus, auf dem Skuratow mit zwei Frauen zu sehen sein soll. Skuratow bestritt die Vorwürfe. Putin und Jelzin forderten öffentlich seinen Rücktritt, bis er diesem Ansinnen schließlich nachgab und die Familie Jelzin „gerettet war“ (siehe: Juri Iljitsch Skuratow#Probleme mit Jelzin und Video-Affäre). Als Dank sollen Jelzins Tochter, Tatjana Borissowna Jumaschewa, wichtige Person in seinem Beraterstab, und Walentin Borissowitsch Jumaschew sich dafür eingesetzt haben, Putin zum Ministerpräsidenten zu machen.
11. Kapitel: PALAST [4 Minuten und 50 Sekunden] „Es ist kein Landhaus, keine Datscha, keine Residenz – es ist eine ganze Stadt, oder vielmehr ein Königreich“, mit Zugangskontrollen, Grenzübergängen, einem unüberwindlichen Zaun – vom FSB bewacht –, eigenem Hafen und Wachpersonal, einer Kirche und einer Flugverbotszone („URP116“), – vom russischen Schutzdienst Federalnaja Sluschba Ochrany gebaut –, „einem Staat im Staate und einem einzigen König namens Putin“. Mitarbeitern sei es verboten, Kameras mitzuführen. Der Palast, mit einer Fläche von 17.691 m² das größte private Anwesen Russlands, sei so gebaut, dass er weder auf dem Land-, See- oder Luftweg öffentlich einsehbar sei; auf dem Seeweg muss ein Abstand von einer Seemeile eingehalten werden. Neben dem Hauptgebäude sind auf einer Fläche von 68 Hektar („innerer Zirkel“) zu finden: Gärten, eine Kirche, mehrere Gebäude für Mitarbeiter, eine Telekommunikationsanlage, ein Kraftwerk, ein Arboretum, ein 2500 m² großes Gewächshaus, eine 80 Meter lange Brücke für den direkten Weg zum Teehaus (ein 2500 m² großes Gästehaus), ein Tunnel als Zugang von der Klippe, auf dem der Palast steht, zum Strand, zwei Helikopterlandeplätze (früher waren es drei, unter dem dritten soll sich nach einem Umbau ein Eishockeyspielfeld befinden), ein unvollendetes Amphitheater, das bereits mehrfach umgebaut wurde und „Luxus ohne Ende“.
12. Kapitel: Flug über Putins Palast [17 Minuten 52 Sekunden] Georgi Alburow und Wjatscheslaw Gimadi von der Anti-Korruptions-Stiftung,[A 13] die als „ausländischer Agent“ eingestuft ist, erzählen, wie sie es geschafft haben, nach mehreren Versuchen mit einer Drohne Filmaufnahmen vom Anwesen zu machen. Bauarbeiter erzählten ihnen, dass der Palast bereits vor Jahren fertig war, sich dann jedoch zahlreiche Baumängel gezeigt hätten: Schimmel, undichtes Dach, defekte Klimaanlage und eine hohe Luftfeuchtigkeit. Schließlich wurde entschieden, das gesamte Gebäude generalzuüberholen, was zu Mehrkosten in Höhe von Milliarden Rubel führte. Darüber hinaus wurden für das dortige Klima ungeeignete Bäume im Arboretum eingepflanzt, weshalb man ein Gewächshaus bauen musste; insgesamt rund 40 Gärtner sind mit der Flora beschäftigt. Die an den Palast und seinen Gebäuden („innerer Bereich“) angrenzende Fläche ist mit 7000 Hektar 3,5 mal größer ist als die Fläche der nächstgelegenen Stadt Gelendschik und wurde im September 2020 bis zum Jahr 2068 an den FSB verpachtet, um in diesem Berg- und Waldgebiet „Forschungs- und Bildungsaktivitäten durchzuführen“. Ursprünglich sollte auf dem Gebiet ein ganzjähriges Kindersport- und Erholungscamp gebaut werden, wofür Wladimir Igorewitsch Koschin, Leiter der Präsidialverwaltung, zusammen mit dem Investor Lirus eine Bauvereinbarung unterschrieb. Doch statt eines Camps wurde eine Datscha gebaut. Die Anteilseigner von Lirus waren Kirill Nikolajewitsch Schamalow, Dmitri Wladimirowitsch Gorjelow und Sergei Wladimirowitsch Kolesnikow, der im Dezember 2010 einen Offenen Brief mit allen Hintergründen zu dem Bau an den damaligen Präsidenten Medwedew schickte und ihn aufforderte, Putins Korruption zu beenden. Aus Kolesnikows veröffentlichten Dokumenten, Verträgen und Audioaufnahmen ging hervor, dass er mit Gorjelow in den frühen 90ern die Firma Petromed[A 14] gegründet hatte, an der auch das Petersburger Bürgermeisterbüro in der Person von Putin wirtschaftlich interessiert war. Im Jahr 2000 stieß dann Schamalow dazu. Putin, der als neugewählter Präsident erklärte, gegen „die Oligarchen“ vorzugehen, schlug den Dreien einen Deal vor, um Geld zu machen. Der Plan war: Die Oligarchen Roman Arkadjewitsch Abramowitsch und Alexei Alexandrowitsch Mordaschow spenden Geld an Petromed und Petromed verwendet dieses zum Kauf von z. B. Medikamenten, medizinischen Instrumenten oder zur Modernisierung von Krankenhäusern. Von dem Spendengeld gehen 35 Prozent an eine eigene Briefkastengesellschaft mit Inhaberaktien,[A 15] was bedeutet, dass die Firma Petromed dem gehört, der das Dokument vorlegen kann. Laut Kolesnikow wurde das ganze den Oligarchen als „Charity-Programm“ angepriesen und das Geld sollte in Investitionsprojekte fließen. An der Briefkastenfirma waren zu jeweils 2 % Schamalow, Gorjelow und Kolesnikow beteiligt, Putin bzw. sein Pseudonym Michail Iwanowitsch[A 16] zu 94 %. Weitere Involvierte waren die bereits genannten Timtschenko und Koschin. Putin nannte das „Charity-Programm“ Rosinvest und nahm das Geld, um öffentlichkeitswirksam Unternehmen zu retten, die in Schieflage geraten waren. Auch in die geplanten Investitionsprojekte wurde Geld investiert, doch bis auf „den Palast“ (Aktiengesellschaft Binom)[A 17] wurden sie während der globalen Finanzkrise 2008 vorzeitig beendet; bis dahin wurden bereits mehrere hundert Millionen Dollar in den unfertigen Palast gesteckt, dessen Gesamtkosten damals auf eine Milliarde Dollar geschätzt wurden. Die Enthüllungen Kolesnikow wurden Jahre später durch die Panama Papers bestätigt. Artikel wie der Investigativbericht “Billion-dollar medical project helped fund “Putin’s palace” (deutsch: „Das Milliarden-Dollar-Medizinprojekt half bei der Finanzierung von Putins Palast“) von Reuters aus dem Jahr 2014 bestätigten Kolesnikows Enthüllungen und ergänzten unter anderem, dass der italienische Architekt des Palastes Lanfranco Cirillo höchstpersönlich von Putin die russische Staatsbürgerschaft überreicht bekam.[8][9]
13. Kapitel: Putins königliche Gewohnheiten [5 Minuten 33 Sekunden] Als Ablenkung wurde das Grundstück 2011 für rund 350 Millionen US-Dollar über eine zypriotische Briefkastenfirma vom Geschäftsmann Alexander Anatoljewitsch Ponomarenko, einem langjährigen Freund von Putins Judofreund Arkadi Romanowitsch Rotenberg, „gekauft“ (Strohmann-Funktion), um dort angeblich ein Hotel zu bauen; aus Unterlagen geht jedoch hervor, dass der Kaufbetrag nur bei 356.633 US-Dollar lag. Neben dem Verkauf wurde auch der Verwalter des Palastes durch eine Briefkastenfirma ausgetauscht, dessen Geschäftsführung ihrerseits wieder (direkt oder indirekt) in Verbindung zu Putin steht. Wer Putins Geheimnisse für sich behält, wird belohnt: In Gelendschik wurden im Jahr 2015 vier 1000 m² große Häuser nebeneinander an der Uferpromenade in Gelendschik gebaut, die an Tatjana Kusnezowa, Alexander Kolpakow, den Sohn von Bolat Sakarjanow (alle drei stehen in Verbindung mit der Geschäftsführungs-Briefkastenfirma) und Lanfranco Cirillo übertragen wurden.
14. Kapitel: Das teuerste Interieur Russlands [12 Minuten 32 Sekunden] Gezeigt wird anhand von Fotografien und eines originalen Bauplans (und daraus erstellten 3D-Visualisierungen inklusive Mobiliar), wie luxuriös der nach zaristischem Vorbild gebaute Palast ausgestattet ist. Auch das von Kolesnikow erwähnte Privat-Casino kann nun bestätigt werden.
15. Kapitel: WEINBERGE [10-sekündiger Übergang zu den folgenden Kapiteln zum Thema „Weinberge“]
16. Kapitel: Ein sehr teures Hobby des Präsidenten [8 Minuten 32 Sekunden]. 10 km nördlich des Palastes, in dem Dorf Diwnomorskoje,[A 18] sollen seit 2010 186 Hektar Land der Obschtschestwo s ogranitschennoi otwetstwennostju (OOO) namens Lazurnaja Jagoda[A 19] (Aktiengesellschaft Diwnomorje)[A 20] gehören, von denen 23 für Weinbau auf „felsigen Hängen zum Schwarzmeer hin“ genutzt werden. Dieses Weingut soll ebenfalls zu den Besitztümern Putins am Schwarzmeer zählen.[10] Der Wein wird unter dem Namen Usadba Diwnomorskoje[A 21][11] vertrieben. Das Weingut hat insgesamt eine Fläche von 5244 m², der Spa-Komplex ist 3201 m² groß, und das 2389 m² große Château soll über eine sichere Regierungstelefonleitung angebunden sein. Im Jahr 2011 wurde das Anwesen an Ponomarenko verkauft, der es vier Monate später an Boris Jurjewitsch Titow verkaufte, dem es dann für die nächsten sechs Jahre formal gehörte und der mit dem Weinbau anfing und es schließlich 2018 an „Putins Freunde“ zurückgab. Verwaltungstechnisch wurde das Anwesen stets durch dieselbe Firma und Personen geführt wie der Palast: Nikolai Schamalow, Tatjana Kusnezowa, Inna Kolpakowa und Iwan Serditow. Anhand des Weinguts könne man einen weiteren raffinierten Plan Putins sehen, mit dem er Milliarden Rubel verdient, denn der Wein werde nicht von Lazurnaja Jagoda, sondern von einer Firma namens Diwnomorje[A 22] produziert, wofür sie eine Produktionshalle und ein Lagerhaus von Lazurnaja Jagoda mieten und rund 150.000 Weinflaschen pro Jahr unter dem Label Usadba Diwnomorskoje verkaufen. Im Jahr 2018 soll Usadba Diwnomorskoje, deren Besitzer Wladimir Petrowitsch Kolbin ist, der Sohn des bereits erwähnten Pjotr Wiktorowitsch Kolbin (verstorben 2018), ein zinsloses Darlehen in Höhe von 7,5 Milliarden Rubel erhalten haben, was dem 2,5-fachen des Jahreshaushaltes der Stadt Gelendschik entspräche. Der „gänzlich unbekannte“ Usadba-Diwnomorskoje-Wein wurde auf verschiedenen Veranstaltungen im Kreml gereicht, unter anderem bei einem Staatsbesuch von Aljaksandr Lukaschenka.
17. Kapitel: Ein noch teureres Hobby des Präsidenten [3 Minuten 50 Sekunden]. Ein zweites Weingut namens Stary Prowans[A 23] (Aktiengesellschaft Aksis Inwestizii),[A 24] 13.762 m² groß mit einer Weinanbaufläche von 140 Hektar, wird zurzeit 9 km südlich des Palastes nahe der Stadt Kriniza[A 25] gebaut; in das Projekt sollen jährlich 3 Milliarden Rubel fließen. Mit einem weiteren, 150 Hektar großen Weinanbaugebiet (Aktiengesellschaft Alex Jug)[A 26] zwei Kilometer östlich von Diwnomorskoje, Winogradniki Diwnomorskoje genannt,[A 27] ergibt sich eine Gesamtweinanbaufläche von 530 Hektar.
18. Kapitel: Putins Verteidigungs-Austernfarm [49 Sekunden]. Neben dem Weinbau soll auch eine Austern- und Muschelfarm[A 28] (Aktiengesellschaft Juschnaja Zitadel ‚Südzitadelle‘)[A 29] in Kriniza als Tarnung betrieben werden, damit bestimmte Meeresgebiete vor den genannten Anwesen „für die Aufzucht“ gesperrt werden können; laut des jährlichen Berichts der Aktiengesellschaft wurde allerdings kein einziges Weichtier verkauft. Wegen des bloßen Erwähnens dieser Austernfarm in Kriniza soll Michail Dmitrijewitsch Prochorow so unter Druck gesetzt worden sein, dass er seine Anteile an RBK verkaufen musste.
19. Kapitel: EIGENTÜMER [1-minütige Einleitung zu folgenden Kapiteln zum Thema „Eigentümer“]
20. Kapitel: Ein komplexes Schema des einfachen Diebstahls [4 Minuten 52 Sekunden]. Hier werden anhand eines Schaubilds die bisher genannten Unternehmungen und Personen mit einer Struktur aus Non-Profit-Funds in Verbindung gesetzt, so wie dies bereits im Dokumentarfilm Für euch ist er kein Dimon über Medwedew gezeigt wurde, der eine solche Struktur zur Verschleierung seiner Datschen aufbaute. Solche Strukturen werden benutzt, weil sie als gemeinnützige Fonds nicht steuerpflichtig sind. Alle fünf Unternehmen sind formell unabhängig und haben ihre jeweilige eigene Aktiengesellschaft (Diwnomorje, Aksis Inwestizii, Aleks Jug, Juschnaja Zitadel und Binom), werden aber alle fünf beim selben Buchhaltungs- und Registrierungszentrum[A 30] in Sankt Petersburg betreut, das von Putins Freund Kowaltschuk geleitet wird, und sollen einzig dafür geschaffen worden sein, um die Eigentümer zu verschleiern. Danach gehören Diwnomorje und Lazurnaja Jagoda, die das gleichnamige Weinanbaugebiet und Château besitzt, Kolbin, der wiederum mit Timtschenko die Non-Profit-Partnership Raswitije agrarnych iniziatiw[12] besitzt, zu welchem für einen Kaufpreis von 60 Millionen Rubel seit 2019 auch Aksis Inwestizii (Stary Prowans) und Aleks Jug (Winogradniki Diwnomorskoje) gehören; Juschnaja Zitadel (Austern- und Muschelfarm) und Binom (Palast) gehören Ponomarenko. Binom setzt sich zusammen aus der Direktorin Tichomirowa, die ebenfalls Direktorin bei Juschnaja Zitadel ist, dem Vertreter eines Aktionärs Alexander Alexejewitsch Samossjuk, und den drei Anwälten Alexander Belkin, Jewgeny Schachow und Andrei Uljanow; diese fünf Personen wiederum sind Angestellte in der OOO Akzept,[A 31] die Michail Lwowitsch Schelomow gehört (Putins Cousin ersten Grades mütterlicherseits).
21. Kapitel: Der großzügigste Onkel in Russland [5 Minuten 37 Sekunden]. Dmitri Jurjewitsch Skarga, damals Geschäftsführer bei Sowkomflot, erzählt, wie er im Jahr 2000 oder 2001 vom stellvertretenden Vorsitzenden der Präsidialverwaltung Setschin den Auftrag bekam, eine Arbeitsstelle für Schelomow bei ihm zu finden; Schelomow, mit Erfahrung als Baustellenarbeiter und Fotograf in einem Studio, wurde beauftragt, Baustellen und -fortschritte zu fotografieren bzw. zu dokumentieren und im Büro auszuhelfen. Ab diesem Zeitpunkt, Putins Präsidentschaft, soll es dem zuvor sehr bescheiden lebenden Schelomow finanziell immer besser gegangen sein. Seiner OOO Akzept sollen Aktien der Bank Rossija, des Versicherungsunternehmens Sogaz und Gazprom, insgesamt 39 Millionen, rund 0,2 % der Gesamtaktien, die beim Zeitpunkt der Veröffentlichung des Films einen Wert von mehr als 8 Milliarden Rubel hatten, übertragen worden sein, die bereits damals einem Gesamtwert von mehreren hundert Millionen Dollar entsprachen. Trotz seines Reichtums auf dem Papier (die Dividendenausschüttung lag 2019 bei 650 Millionen Rubel), arbeitet Schelomow weiterhin als einfacher Angestellter bei Sowkomflot und lebt in einem einfachen Reihenhaus am Stadtrand von Sankt Petersburg, denn „er ist nur ein nomineller Besitzer dessen, was Putin in Form von Bestechungsgeldern gestohlen oder erhalten hat“. „Es ist nicht wichtig, auf wessen Namen der Palast registriert ist – er hatte in den letzten 15 Jahren viele –, sondern es ist wichtig, wer ihn verwaltet. Bis 2017 waren das Menschen [Sakarjanow, Kusnezowa, Kolpakowa, Serditow] die mit dem FSO in Verbindung standen, seitdem ist es Putins Cousin [Schelomow]“.
22. Kapitel: SPONSOREN [7 Minuten 13 Sekunden]. Nach der Analyse von mehr als 100.000 Banktransaktionen von Unternehmen und Personen, die am Palast beteiligt waren/sind, wird die Gesamtinvestition in die beschriebenen Unternehmen auf 100 Milliarden Rubel geschätzt, bezahlt unter anderem durch Zahlungen wie: Kolbin: 8 Milliarden Rubel an Diwnomorje (produziert Wein); Setschin über Rosneft 2 Milliarden (darunter eine monatliche Miete in Höhe von 40 Millionen) an OOO Lazurnaja Jagoda (besitzt Weingut und Château); Alexander Grigorjewitsch Plechow über Arotron jeweils 2 Milliarden an Diwnomorje, OOO Lazurnaja Jagoda, Juschnaja Zitadel (Austern- und Muschelfarm); Kowaltschuk über Offshore-Firma Forstis jeweils 1,5 Milliarden an Diwnomorje, OOO Lazurnaja Jagoda, Juschnaja Zitadel; Timtschenko 3,3 Milliarden an Aksis Inwestizii (Wein); Jegorow ebenfalls 3 Milliarden an Aksis Inwestizii (Wein) und die gleiche Summe an die Firma Inwestizionnyje reschenija[A 32], die von ihm, Ragimow und Chmarin 2015 gegründet wurde und Putins spezieller „Fonds für Bestechungsgelder“ genannt wird, in die auch Kolbin, Timtschenko, Kowaltschuk, Rodulgin und Rosneft Milliarden einzahlen. Diese Firma bzw. Fonds zahlte Aksis Inwestizii (Wein) 2 Milliarden und Binom (Palast) 2,4 Milliarden 2019 und 2,6 Milliarden 2020; Tokarew über Transneft 4,3 Milliarden über die letzten drei Jahre. Über diesen Zeitraum sollen nach konservativen Schätzungen, die Aktenlage ist unvollständig, 35 Milliarden Rubel transferiert worden sein. Insgesamt geht Nawalny von mindestens 100 Milliarden Rubel aus.
23. Kapitel: Wir vermuten, worum es bei diesem Luxus geht [59 Sekunden]: „Um die größte Bestechung der Welt“.
24. Kapitel: FRAUEN [1:12-minütige Einleitung zu folgenden Kapiteln über „Frauen“]
25. Kapitel: Die sehr geheime Geliebte des Präsidenten [2 Minuten 33 Sekunden]. Anknüpfend an das Schaubild aus Kapitel 22 wird ausgeführt, dass dies nur das Grundgerüst für viele weitere geheime Geschäfte, Firmen, Offshore- und Briefkastenfirmen derselben Personen sei, die Putin und seine Familie benutzt, wozu es aber wiederum weitere Personen braucht, die diese Struktur mit Geld stützen, denn „jeder braucht einen Platz zum Leben, ein Flugzeug und eine Jacht“. Der vorhin beschriebene spezielle „Fonds für Bestechungsgelder“ Putins sei dazu da, die Ausgaben der Familienmitglieder zu begleichen; und Putins Familie und der Fonds bekämen stetig Zuwachs: Swetlana Kriwonogich, mit der Putin im Jahr 2003 eine gemeinsame Tochter namens Jelisaweta bekommen haben soll und deren OOO Relax[A 33] 2,950 % an der Bank Rossija hält. Weiter wurde sie Eigentümerin einer 447 m² großen Wohnung in Sankt Petersburg, die ihr von Kowaltschuk und „anderen Freunden Putins“ übertragen wurde. Weitere Wohnungen wurden der Familie Kriwonogich übermacht, zum Beispiel eine 197 m² große Wohnung in der Nähe der Eremitage von Oleg Rudnow. Swetlana Kriwonogich besitzt über ihre beiden Aktiengesellschaften Oson[A 34] und Puls,[A 35] die beide von Schelomow und seiner bereits beschriebenen Aktiengesellschaft Akzent Geld bekommen, das Igora Resort[A 36] und die ALDOGA,[A 37] eine 40-Meter-Jacht. Die Offshore-Firma Forstis von Kowaltschuk gab Kriwonogichs dritter Aktiengesellschaft namens Profit,[A 38] die mit dem Leningrad Center[A 39] einen Raum für darstellende Künste in der Petersburger Innenstadt betreibt.
26. Kapitel: Die nicht so geheime Geliebte des Präsidenten [4 Minuten 8 Sekunden]. Hier ist von der ehemaligen Sportgymnastin Alina Maratowna Kabajewa die Rede, die ebenfalls eine Begünstigte sein soll. So soll ihre Großmutter von Timtschenko ein 212 m² großes Appartement in Sankt Petersburg und von Pjotr Wiktorowitsch Kolbin zwei nebeneinanderliegende 300 m² Appartements am Moskauer Arbat bekommen haben. Der Unternehmer Grigori Saweljewitsch Bajewski und Ponomarenko sollen im August 2013 jeweils einen halben Hektar Land mit zwei Häusern (1454 und 1722 m²) an der Rubljowka an Kabajews Großmutter Anna Jakowlewna Sazepilina übertragen haben; ein Nebengrundstück soll fünf Jahre später von Kabajewa erworben worden sein, die nach ihrer sportlichen Karriere zur Vorstandsvorsitzenden der Nationalen Mediengruppe,[A 40] die Kowaltschuk gehört, gewählt wurde; der Posten wurde 2018 mit 785 Millionen Rubel vergütet. Eine ehemalige Tochtergesellschaft von Gazprom namens Teplo-Inwest[A 41] kaufte kurz vor ihrer Geschäftsauflösung im Jahr 2014 mehrere Appartements (unter anderem ein 260 m² und ein 220 m² großes Appartement) in einem der teuersten Lagen in Moskau: Ostoschenka.[A 42] Das teuere der beiden Appartements soll dann wenig später an Ljubow Michailowna Kabajewa, die Mutter Kabajewas, und das andere Appartement an die Mutter von Kriwonogich übertragen worden sein.
27. Kapitel: Schlussfolgerungen [5 Minuten 16 Sekunden, inklusive Outro]. Nawalny eröffnet das letzte Kapitel mit einem Zitat von Leo Tolstoi: „Die Bösewichte, die das Volk ausgeraubt haben, haben sich versammelt, sie haben Soldaten und Richter angeworben, um ihre Orgie zu bewachen, und sie feiern.“[A 43] Es fasse präzise zusammen, was in diesem Land passiere. Weiter führt Nawalny aus, diese Leute würden niemals damit aufhören, weil das im Film beschriebene Konstrukt immer mehr Geld benötige. Deshalb seien jetzt alle aufrichtigen Russen aufgerufen, diesem Raub endlich Einhalt zu gebieten.

### Zitate
- „Der Palast ist nicht nur ein Gebäude, er ist ein Symbol der 20-jährigen Herrschaft Putins: Wie er aussieht, wie er versteckt ist, wer dafür zahlt, sogar die Tatsache, dass er seit 15 Jahren im Bau ist und sie ihn dennoch nicht fertigstellen können.“ – Filmzitat, Min. 53:05
- „Die Hauptregel in Putins Korruptionshandbuch ist es, das Geld bei denen aufzubewahren, die du schon sehr lange kennst.“ – Filmzitat, Min. 91:40
- „Putin lebt in extremem Luxus. Er lebt das Leben eines arabischen Scheichs und eines Menschen, der mit einem Blick Sachen in Gold verwandeln kann.“ – Georgi Alburow[13]

## Entstehung
Das Video wurde während des Aufenthaltes von Nawalny in Deutschland in den Blackforest Studios in Kirchzarten im Südschwarzwald produziert.

### Drehorte
- Deutschland, Dresden:
  - Putins ehemaliger Wohnort in der Radeberger Straße 101[16]
  - ehemalige KGB-Residentur Dresden in der Angelikastraße 4[16]
  - Stasi-Unterlagen-Archiv Dresden
- Deutschland, Kirchzarten:
  - Black Forest Studios[17]
- Russland, Region Krasnodar (Schwarzmeerküste):
  - Kap Idokopas
  - Gelendschik
  - Krinizia
  - Diwnomorskoje
- Russland, Sankt Petersburg:
  - Scheinbüro der Aktiengesellschaft Binom in einem Außenbezirk

### Personen
Folgende Personen werden im Film genannt:
- Putin, Wladimir Wladimirowitsch
- Putina, Ljudmila Alexandrowna
- Tschemesow, Sergei Wiktorowitsch
- Tokarew, Nikolai Petrowitsch
- Jegorow, Nikolai (russisch Егоров, Николай; englisch transkribiert Egorov, Nikolai)
- Ragimow, Ilgam (Рагимов, Ильгам; Ragimov, Ilgam)
- Chmarin, Wiktor (Хмарин, Виктор; Khmarin, Viktor)
- Sobtschak, Anatoli Alexandrowitsch
- Traber, Ilja Iljitsch (Трабер, Илья Ильич; Traber, Ilya Ilyich)
- Petrow, Gennadi Wassiljewitsch (Петров, Геннадий Васильевич; Petrov, Gennady Vasilyevich)
- Djukow, Alexander Walerjewitsch
- Timtschenko, Gennadi Nikolajewitsch
- Kolbin, Pjotr Wiktorowitsch (Колбин, Пётр Викторович; Kolbin, Pyotr Viktorovich)
- Freidson, Maxim Robertowitsch (Фрейдзон, Максим Робертович; Freydzon, Maksim Robertovich)
- Miller, Alexei Borissowitsch
- Kowaltschuk, Juri Walentinowitsch
- Medwedew, Dmitri Anatoljewitsch
- Subkow, Wiktor Alexejewitsch
- Setschin, Igor Iwanowitsch
- Tschurow, Wladimir Jewgenjewitsch
- Jentalzewa, Marina Walentinowna (Ентальцева, Марина Валентиновна; Entaltseva, Marina Valentinovna)
- Gref, Herman Oskarowitsch
- Kudrin, Alexei Leonidowitsch
- Kosak, Dmitri Nikolajewitsch
- Mutko, Witali Leontjewitsch
- Jelzin, Boris Nikolajewitsch
- Tschubais, Anatoli Borissowitsch
- Warnig, Matthias
- Kirijenko, Sergei Wladilenowitsch
- Skuratow, Juri Iljitsch
- Jumaschewa, Tatjana Borissowna
- Jumaschew, Walentin Borissowitsch (Юмашев, Валентин Борисович; Yumashev, Valentin Borisovich)
- Roldugin, Sergei Pawlowitsch
- Schamalow, Kirill Nikolajewitsch
- Gorelow, Dmitri Wladimirowitsch (Горелов, Дмитрий Владимирович; Gorelov, Dmitry Vladimirovich)
- Kolesnikow, Sergei Wladimirowitsch (Колесников, Сергей Владимирович; Kolesnikov, Sergey Vladimirovich)
- Abramowitsch, Roman Arkadjewitsch
- Mordaschow, Alexei Alexandrowitsch
- Ponomarenko, Alexander Anatoljewitsch (Пономаренко, Александр Анатольевич; Ponomarenko, Alexander Anatolyevich)
- Rotenberg, Arkadi Romanowitsch
- Cirillo, Lanfranco (Ланфранко, Чирилло; Lanfranco, Cirillo)
- Sakarjanow, Bolat (Закарьянов, Болат; Zakaryanov, Bolat)
- Kusnezowa, Tatjana Arnoldowna (Кузнецова, Татьяна Арнольдовна; Kuznetsova, Tatyana Arnoldovna)
- Kolpakowa, Inna Jurjewna (Колпакова, Инна Юрьевна; Inna Yuryevna Kolpakova)
- Serditow, Iwan Nikolajewitsch (Сердитов, Иван Николаевич; Serditov, Ivan Nikolayevich)
- Kusnezowa, Oleg (Кузенецов, Олег; Kuzenetsov, Oleg)
- Kolpakow, Alexander (Колпаков, Александр; Kolpakov, Alexander)
- Wetlizkaja, Natalja Igorewna (Ветлицкая, Наталья Игоревна; Vetlitskaya, Natalya Igorevna)
- Titow, Boris Jurjewitsch (Титов, Борис Юрьевич; Titov, Boris Yurievich)
- Schamalow, Nikolai Terentjewitsch (Шамалов, Николай Терентьевич; Shamalov, Nikolai Terentievich)
- Kolbin, Wladimir Petrowitsch (Колбин, Владимир Петрович; Kolbin, Vladimir Petrovich)
- Prochorow, Michail Dmitrijewitsch
- Tichomirowa, Natalja (Тихомирова, Наталья; Tikhomirova, Natalya)
- Samossjuk, Alexander Alexejewitsch (Самосюк, Александр Алексеевич; Samosyuk, Alexander Alekseyevich)
- Belkin, Alexander (Белкин, Александр; Belkin, Alexander)
- Schachow, Jewgeni (Шахов, Евгений; Shakhov, Evgeny)
- Uljanow, Andrei (Ульянов, Андрей; Ulyanov, Andrey)
- Schelomow, Michail Lwowitsch (Шеломов, Михаил Львович; Shelomov, Mikhail Lvovich)
- Plechow, Alexander Grigorjewitsch (Плехов, Александр Григорьевич; Plekhov, Alexander Grigoryevich)
- Kriwonogich, Swetlana (Кривоногих, Светлана; Krivonogikh, Svetlana)
- Kriwonogich, Jelisaweta (Кривоногих, Елизавета; Krivonogikh, Elizaveta)
- Kabajewa, Alina Maratowna
- Bajewski, Grigori Saweljewitsch (Баевский, Григорий Савельевич; Bayevskiy, Grigoriy Savelyevich)
- Sazepilina, Anna Jakowlewna (Зацепилина, Анна Яковлевна; Zatsepilina, Anna Yakovlevna)
- Kabajewa, Ljubow Michailowna (Кабаева, Любовь Михайловна; Kabayeva, Lyubov Mikhaylovna)

### Hintergründe
- Transparency International: Auf der Rangliste des Korruptionswahrnehmungsindex landete Russland im Jahr 2019 auf Platz 137.

- Im Film wird „der luxussüchtige“ Putin auf mehreren Fotomontagen mit dem Sonnenkönig Ludwig XIV. und „sein“ Palast mit dem des Sonnenkönigs in Versailles oder der ehemaligen Hauptresidenz der Zarenfamilie, dem Winterpalast in Sankt Petersburg, verglichen. Neben den vielen zaristischen Doppeladlern im Haus, ist das Eingangstor ein Nachbau des Winterpalastes-Eingangstores.

- Am Tag seiner Verurteilung per Gerichts-Eilentscheid zu 30 Tagen in Untersuchungshaft, rief Nawalny für Samstag, den 23. Januar 2021, zu landesweiten Demonstrationen auf; bisher sind mindestens 70[18] geplant, die allesamt für illegal erklärt wurden.[19] Protestaufrufe dieser Art werden immer wieder hart bestraft; Demonstrationen sind nur mit Genehmigung möglich, werden aber seit der Corona-Pandemie schon lange nicht mehr erteilt und davor auch nur selten und wenn, dann mit großen Auflagen. Nach dem Aufruf wurden bekannte Oppositionspolitiker und Aktivisten von der Polizei aufgesucht und zur Nichtteilnahme angehalten, andere, wie ein Mitarbeiter Nawalnys Investigationsteams, wurden festgenommen.[20] „Kreml-Sprecher“ Dmitri Sergejewitsch Peskow warnte pro forma vor den möglichen Konsequenzen, die mit der „Nichteinhaltung des Gesetzes“ einhergingen.[21] Am 21. Januar kündigte die Generalstaatsanwaltschaft Maßnahmen an, die den „Zugang zu illegalen Informationen, die zur Teilnahme an illegalen Massendemonstrationen aufrufen“ einzuschränken.[19] Die Moskauer Polizei hat ein hartes Durchgreifen angekündigt, damit nicht genehmigte Kundgebungen und „provokative Handlungen“ sofort unterbunden würden.[22] Das Innenministerium warnt vor einer „Destabilisierung“ des Landes.[23]

### Musik
Der Film verwendet Musik in verschiedenen Musikstilen und aus verschiedenen Epochen: Barock, Klassik, Neoklassizismus, Techno und russische Popmusik. Das Filmintro und -outro werden von einer Barockinterpretation vom englischen Komponisten Rafael Krux untermalt. Die Übergänge zwischen den Kapiteln werden von Barockmusik aus der Feder von Antonio Vivaldi begleitet.
| Zeitstempel       | Lied und Komponist                                                                                 |
| ----------------- | -------------------------------------------------------------------------------------------------- |
| 0:00:00 – 0:02:26 | Baroque Harpsichord and Strings von Rafael Krux                                                    |
| 0:01:20 – 0:01:32 | Journey von Mario & Amity Cadet                                                                    |
| 0:02:46 – 0:03:17 | Baroque Harpsichord and Strings von Rafael Krux                                                    |
| 0:03:38 – 0:03:43 | Journey von Mario & Amity Cadet (auch bei 0:04:58 – 0:05:03; 0:05:15 – 0:05:19; 0:07:32 – 0:07:39) |
| 0:08:06 – 0:08:12 | Alleluia aus „In furore iustissimae irae[ca]“ (RV 626) von Antonio Vivaldi                         |
| 0:16:59 – 0:17:06 | —//—                                                                                               |
| 0:25:50 – 0:25:57 | —//—                                                                                               |
| 0:29:18 – 0:30:05 | Sports Rock Beat von Kascciliano (ebenfalls bei 0:30:30 – 0:30:45)                                 |
| 0:30:45 – 0:36:52 | (Überfliegen eines Gebietes)                                                                       |
| 0:59:35 – 1:00:40 | (Glockenklang)                                                                                     |
| 1:00:40 – 1:02:07 | (Klassische Musik)                                                                                 |
| 1:04:55 – 1:06:10 | (Cembalo)                                                                                          |
| 1:05:22 – 1:05:30 | Императрица Imperatriza („Die Kaiserin“) von Irina Allegrowa                                       |
| 1:06:37 – 1:06:43 | Alleluia aus „In furore iustissimae irae[ca]“ (RV 626) von Antonio Vivaldi                         |
| 1:06:43 – 1:08:48 | (Klassische Musik)                                                                                 |
| 1:15:25 – 1:17:00 | (Überfliegen eines Gebietes)                                                                       |
| 1:19:58 – 1:20:04 | Alleluia aus „In furore iustissimae irae[ca]“ (RV 626) von Antonio Vivaldi                         |
| 1:31:26 – 1:31:33 | —//—                                                                                               |
| 1:51:45 – 1:52:50 | Baroque Harpsichord and Strings von Rafael Krux                                                    |

## Öffentliche Diskussion

### Reaktionen aus der Politik
- „Kreml-Sprecher“ Dmitri Sergejewitsch Peskow äußerte, er sei nicht vertraut mit der Investigation. Er nannte die Vorwürfe aber „veraltet und unwahr, [denn] man habe schon vor Jahren erklärt, dass Putin keinen Palast in Gelendschik besitze“. Dass sich irgendwo irgendjemand fürchte, sei Blödsinn, fuhr er fort, und warnte – auf Nawalnys Protestaufruf anspielend –, dass die Polizei reagieren werde, sollte die öffentliche Ordnung gestört werden.[1][25][2][26] Weiter nannte er das Video einen Betrug und seine Autoren Gauner und pseudo-investigative Journalisten, die damit nur Reibach machen wollen und warnte die Bürger, zweimal nachzudenken, bevor sie solchen Gaunern Geld überweisen, womit er wohl darauf anspielte, dass am Ende des Films eine Bankverbindung eingeblendet wird.[27] Auf die Frage, warum der Federalnaja Sluschba Ochrany den Palast überwache, antwortete Peskow, dass dies „eine völlig unbegründete Behauptung sei“. Peskow lehnte es ab, sich zu den Vorwürfen während Putins Zeit in Dresden zu äußern, die ihn in Verbindung mit dem Ministerium für Staatssicherheit (Stasi) und heute einflussreichen Personen in Russland brachten: „Ich bin nicht so tief eingetaucht und weiß nicht, worum es geht“, sagte Peskow.[28]
- Wladimir Putin sagte am 25. Januar 2021, er habe das Video nicht gesehen. Gleichzeitig bewertete er das Video als „langweilig“ und Ergebnis von »Gehirnwäsche« und behauptete, die Vorwürfe aus dem Film seien unzutreffend.[29] Wörtlich sagte er in einer Onlinekonferenz mit Studierenden: »Nichts von dem, was dort als mein Eigentum gezeigt wird, gehört und gehörte mir oder meinen engsten Verwandten. Niemals«.[30]

- Oppositionspolitiker Ilja Walerjewitsch Jaschin schrieb auf Twitter, dass der Palast wie der eines Drogenbarons in den Tropen aussehe – „Aber nein, es ist der Geheimpalast des Präsidenten Russlands“.[31]
- Journalist und Oppositionspolitiker Wladimir Wladimirowitsch Kara-Mursa urteilt: „Putins Milliarden-Dollar-Palast zeigt eine ‚erstaunliche Heuchelei‘ des Regimes.“[32]

### Reaktionen der Massenmedien
Das YouTube-Video sorgte in vielen Staaten für Schlagzeilen. So konstatierte der US-amerikanische Fernsehsender CNN: „Selbst dann wenn der Kremlkritiker Alexei Nawalny in einer Haftanstalt am Stadtrand von Moskau eingesperrt ist, ist er weiterhin ein Stachel im Fleisch des russischen Präsidenten Wladimir Putin“. In Bezug auf die behaupteten Affären titelte der britische Daily Express: „Putins ‚Lieblingskind‘ prahlt mit Reichtum, während der russische Staatschef Millionen an Steuergeldern wegwirft“. Der Spiegel sprach von „Nawalnys Paukenschlag gegen den »Zaren«“, während der Stern titelte: „Ein Palast der Superlative: Wo sich Putin ein neues Versailles erbaut hat“. Die französische Sud Ouest griff hingegen auch gleich die Reaktion mit auf: „Nawalny veröffentlicht Ermittlungen zu Putins angeblicher Korruption – der Kreml schlägt zurück“. Radio Free Europe fragte nach den Folgen des präsentierten Konstrukts: „Der Palast, der für Wladimir Putin gebaut wird, ist von wahnsinnigem Luxus, aber tatsächlich ist er nicht auf seinen Namen registriert, sondern auf den einer ‚zuverlässigen Person‘. Und andere Reichtümer, die die Ermittler Putin zuschreiben, sind auch legal auf seine vertrauenswürdigsten Personen registriert. Aber was wird mit demselben Palast geschehen, wenn die Person, für die er gebaut wurde, ein völlig natürliches, physisches Ende hat?“ Auch das Schweizer Radio und Fernsehen befasste sich mit den Folgen und schrieb: „Mit dem Film legt Kremlkritiker Alexej Nawalny eine Bombe. Wen sie am meisten trifft, ist offen“.
Ende Oktober 2024 ermittelten zuerst Le Monde, im Gefolge auch The Sun die Geodaten der Fitness-App Strava von einigen persönlichen, exklusiven Bodyguards Putins („StravaLeaks“), die ergaben, dass diese sich 2019, 2021, 2023 und 2024 jeweils von August bis September in der Residenz aufhielten, Putin also das Milliarden-Anwesen regelmäßig privat nutzt.